# Marc Penders
Marc Penders (16 agosto 1966) è un ex giocatore di calcio a 5 belga.

## Carriera
Con la nazionale maschile di calcio a 5 del Belgio ha disputato il FIFA Futsal World Championship 1992 nel quale i diavoli rossi sono stato eliminati al secondo turno, nel girone comprendente Spagna, Iran e Polonia. In totale, ha disputato 25 incontri con la nazionale, realizzando 11 reti.